# قرشاشب الأول
قرشاشب الأول بن محمد (بالفارسية: گرشاسپ بن محمد) كان أميرًا كاكويًا لهمدان، بما في ذلك نهاوند وبروجرد وجبال الغربية. وكان الابن الأصغر لمحمد بن رستم دشمنزيار، وكان الحاكم التابع لأخيه فرامرز. في عام 1047، هزم السلاجقة قواته واستولوا على همدان، مما أجبره على الفرار إلى أراضي البويهيين، حيث أصبح حاكمًا لخوزستان. في حوالي عام 1050، أرسل قرشاشب جيشًا لمساعدة الحاكم الغزنوي مودود في حروبه مع السلاجقة. توفي قرشاشب لاحقًا في عام 1051/2 في خوزستان.

## فهرس
- جانين ودومينيك سورديل، القاموس التاريخي للإسلام، تحرير. PUF، (ردمك 978-2-13-054536-1)، مقالة الكاكويون، الصفحات من 452 إلى 453.
- بسوورث, ك. إدموند (1998). "الكاكويون". Welcome to Encyclopaedia Iranica. الموسوعة الإيرانية، المجلد الخامس عشر، الفصل الرابع (بالإنجليزية الأمريكية). لندن والبقية: ك. إدموند بسوورث. pp. 359–362. Archived from the original on 2024-07-14. Retrieved 2025-02-08.
- بسوورث, ك. إدموند (1983). "أبو كلجار قرقاشب الأول". Welcome to Encyclopaedia Iranica. الموسوعة الإيرانية، المجلد الأول، الفصل الثالث (بالإنجليزية الأمريكية). لندن والبقية: ك. إدموند بسوورث. p. 328. Archived from the original on 2024-09-18. Retrieved 2025-02-08.
- بسوورث، ك.إ (1968). "التاريخ السياسي والسلالي للعالم الإيراني (1000-1217م)". في فراي، ر.ن. (المحرر). تاريخ كامبريدج لإيران، المجلد الخامس: العصر السلجوقي والعصر المغولي. كامبردج: مطبعة جامعة كامبريدج. ص. 1–202. ISBN:0-521-06936-X. مؤرشف من الأصل في 2025-01-20.

| سبقه علاء الدولة محمد | أمير كاكوي على همدان 1041 – 1047 | تبعه الغزو السلجوقي |